# Geografia urbana

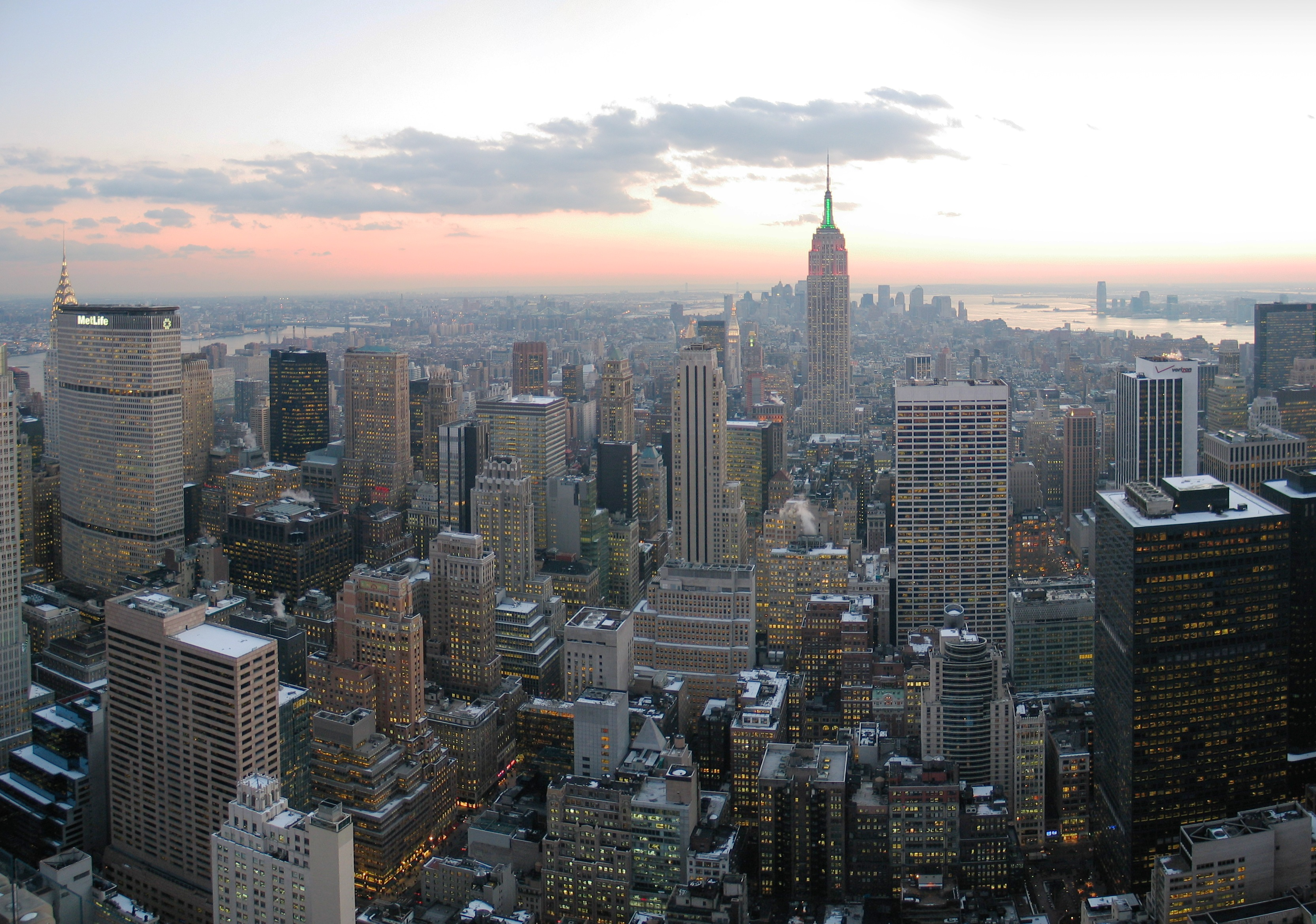
New York

La geografia urbana studia la relazione tra vari parti del territorio. La città viene analizzata in base alle relazioni che essa ha con altri fenomeni, come il processo di urbanizzazione, lo spazio economico, fisico e sociale, la percezione dello spazio, l’organizzazione urbana e il paesaggio urbano.
La geografia urbana è una disciplina dai confini non nettamente definiti, in quanto interagisce con altre discipline diverse dalla geografia in senso generale. Spesso, infatti, ricerche di geografia urbana possono integrarsi con studi antropologici, economici, sociali, politici e culturali.
Col tempo e col mutamento dei paradigmi tecnologici queste sovrapposizioni si sono fatte più intense.
Si è passati, inoltre, da uno studio prevalentemente storico-morfologico della città (forma fisica della città analizzata nella sua evoluzione e nel suo contesto storico) ad uno studio fondato sul ruolo che le città hanno in campo politico, economico, sociale e culturale.

## Origini
Il fenomeno città è stato studiato con attenzione fin dai tempi più antichi, ma si può iniziare a parlare di geografia urbana solo a partire dai primi anni del XX secolo. Essa nacque nello stesso ambito della geografia regionale, che aveva come oggetto la regione agricola, ad opera di geografi come R. Blanchard e G. Chabot, differendo però dalla geografia urbana più moderna con carattere analitico.
Nel 1912 R. Blanchard propose il suo modello per lo studio di Grenoble, che comprendeva quattro punti fondamentali:
- lo studio del sito e della posizione, inteso come sviluppo sia dello spazio verticale, sia dello spazio orizzontale,
- le funzioni urbane,
- la popolazione, analizzata dal punto di vista storico-demografico,
- lo sviluppo storico.

## Sviluppo
Dopo la fine della Seconda Guerra Mondiale la geografia urbana iniziò a svilupparsi più rapidamente. Vi si dedicarono i geografi più sensibili ai cambiamenti del mondo occidentale, come Jean Gottmann, Walter Christaller, P. George, J. Labasse, M. Rochefort, J. Beaujeau-Garnier, J. Bastié, ecc…
Con W. Sombart si iniziò anche a parlare delle funzioni svolte all’interno delle città, divise in due grandi classi. Le funzioni di base, dedicate a soddisfare una domanda non più locale, ma nazionale e internazionale, che rendono possibile il sostentamento della città stessa (city forming), e le funzioni di city serving, a servizio della città, che permettono di soddisfare i bisogni della popolazione cittadina e della popolazione che gravita attorno alla città.
Nel 1933 il geografo tedesco Walter Christaller, partendo da queste funzioni di city serving, elaborò un modello sulle gerarchie urbane: la teoria delle località centrali. In essa lo studio geografico della città veniva considerato da un punto di vista regionale più ampio, intendendo lo spazio geografico dal punto di vista delle relazioni che intercorrono in esso.
Questo nuovo approccio diventò la base per gli studiosi successivi, come E. L. Ullman e B. J. L. Berry negli Stati Uniti, P. Hall e P. Haggett in Gran Bretagna, U. Toschi in Italia 
La teoria delle località centrali ha avuto molta fortuna per la sua semplicità, tuttavia non è esente da difetti. È infatti considerata come un sistema astratto, parziale, statico e limitato dal punto di vista spaziale. Per questi motivi, studiosi successivi a Christaller hanno modificato il suo modello, cercando di renderlo più valido.

## Geografia urbana come studio della città
Gli studi sulla città da parte della geografia urbana hanno permesso la realizzazione di modelli schematici rappresentativi della città, vista come una elaborata macchina socio-geografica. Per esempio, sono stati ideati modelli sulla rappresentazione del suolo urbano, da parte di E. W. Burgess (ad anelli concentrici), H. Hoyt (a settori), C. D. Harris e E. L. Ullman (a nuclei multipli), modelli che permettono una classificazione delle zone della città in base alla statistica multivariata e modelli che spiegano il funzionamento della città vedendola come una macchina complessa (J. W. Forrester, I. Lowry).
Oggi le città tendono ad articolarsi in tre macro-gruppi: città di tipo americano, città di tipo europeo e città del Terzo Mondo. Le città americane sono caratterizzate dall’espansione delle corone suburbane che si sviluppano intorno alle località centrali, mentre le città europee sono caratterizzate da un centro storico di origine antica, in cui, di solito, si colloca la popolazione più agiata. Le città del Terzo Mondo sono quelle con le condizioni peggiori, sia dal punto di vista sociale, sia dal punto di vista igienico-sanitario, sia dal punto di vista economico. In questo tipo di città sorgono sovente estese baraccopoli (favelas in Brasile, barrios in Venezuela, bidonvilles in Africa, slums in India e nelle ex colonie inglesi).

### Percezione della città
L'immagine dominante della città è influenzata dalla forma che essa aveva nel passato, in cui spesso era delimitata da mura. Le persone vedono la città come un oggetto distinto dalla campagna circostante per la monumentalità, il profilo e la disposizione dei suoi edifici. Spesso, infatti, edifici o complessi architettonici diventano i simboli delle città, per esempio il Colosseo a Roma, i grattacieli di Manhattan e la Torre Eiffel a Parigi.
L'immagine esterna della città non si trasmette solo con questi stereotipi. Quello che crea la vera immagine della città, rendendola attrattiva o repulsiva per gli abitanti, è un insieme di attributi che spaziano dalla vivacità culturale e dal successo economico alla composizione sociale e alle qualità ambientali.
Esiste anche un'immagine interna della città, prodotta e fruita dai suoi stessi abitanti, che, per rispondere ad un'esigenza del vivere quotidiano, si servono di luoghi e riferimenti comuni per orientarsi nella città. In questo senso, a partire dagli studi di Kevin Andrew Lynch (1971) sulle città di Boston, Los Angeles e Jersey City, è stato possibile creare una mappa mentale della città, in cui si trovano cinque elementi fondamentali: le vie di comunicazione, lungo le quali ci si muove più frequentemente, i margini o confini, ovvero fratture lineari nella città, i nodi, cioè i punti di traffico intenso, i distretti o quartieri e i punti di riferimento, come edifici particolari, teatri, fontane, grandi monumenti.